# Cratere Rio Hondo
Rio Hondo è un cratere sulla superficie di Gaspra.